# Blakely (Géorgie)
Pour les articles homonymes, voir Blakely.
Blakely est une ville de Géorgie, aux États-Unis. Il s'agit du siège du comté d'Early.

## Démographie
| 1880 | 1890 | 1900 | 1910  | 1920  | 1930  |
| ---- | ---- | ---- | ----- | ----- | ----- |
| 279  | 441  | 804  | 1 838 | 1 985 | 2 106 |

| 1940  | 1950  | 1960  | 1970  | 1980  | 1990  |
| ----- | ----- | ----- | ----- | ----- | ----- |
| 2 774 | 3 234 | 3 580 | 5 267 | 5 880 | 5 595 |

| 2000  | 2010  | - | - | - | - |
| ----- | ----- | - | - | - | - |
| 5 696 | 5 068 | - | - | - | - |